# Scolopendromorpha
Los escolopendromorfos (Scolopendromorpha) son un orden de miriápodos quilópodos que incluye las escolopendras y otras numerosas especies conocidas vulgarmente como ciempiés. En total, se reconocen 34 géneros con unas 700 especies.

## Características
Son similares a los litobiomorfos, también conocidos como ciempiés, de los cuales se diferencian por poseer de 21 a 23 pares de patas. Como en el resto de los quilópodos, en el primer segmento del tronco tiene un par de colmillos venenosos, denominados forcípulas, que son el primer par de patas modificadas en dos grandes uñas asociadas a una glándula venenosa. Estas se usan tanto para defenderse como para capturar y paralizar a las presas, actuando como piezas bucales adicionales.

## Biología y ecología
Los escolopendromorfos, como el resto de quilópodos, son depredadores que cazan y se alimentan de grandes invertebrados terrestres como arañas, cucarachas, grillos, saltamontes, escarabajos, babosas y caracoles, también cazan ratones y pequeñas lagartijas. Las presas son capturadas por el último par de patas, provisto de fuertes espinas y uñas. A continuación, girando el cuerpo, le clavan las forcípulas, que inyectan veneno que las paraliza o las mata. El veneno contiene histamina, acetilcolina, proteínas (que actúan como toxinas) y varias enzimas. En la península ibérica la especie más grande y peligrosa es la escolopendra (Scolopendra cingulata), pero a pesar de que su mordedura es muy dolorosa a menudo se han exagerado los efectos de su picadura, que difícilmente es mortal. Sólo en el caso de  que llegara a producirse un shock anafiláctico podría temerse por la vida de la persona.

## Taxonomía
Los escolopendromorfos se subdividen en las siguientes familias y subfamilias:
- Familia Cryptopidae
- Familia Mimopidae
- Familia Plutoniumidae
- Familia Scolopendridae
  - Subfamilia Scolopendrinae
  - Subfamilia Otostigminae
- Familia Scolopocryptopidae
  - Subfamilia Scolopocryptopinae
  - Subfamilia Newportiinae

## Imágenes

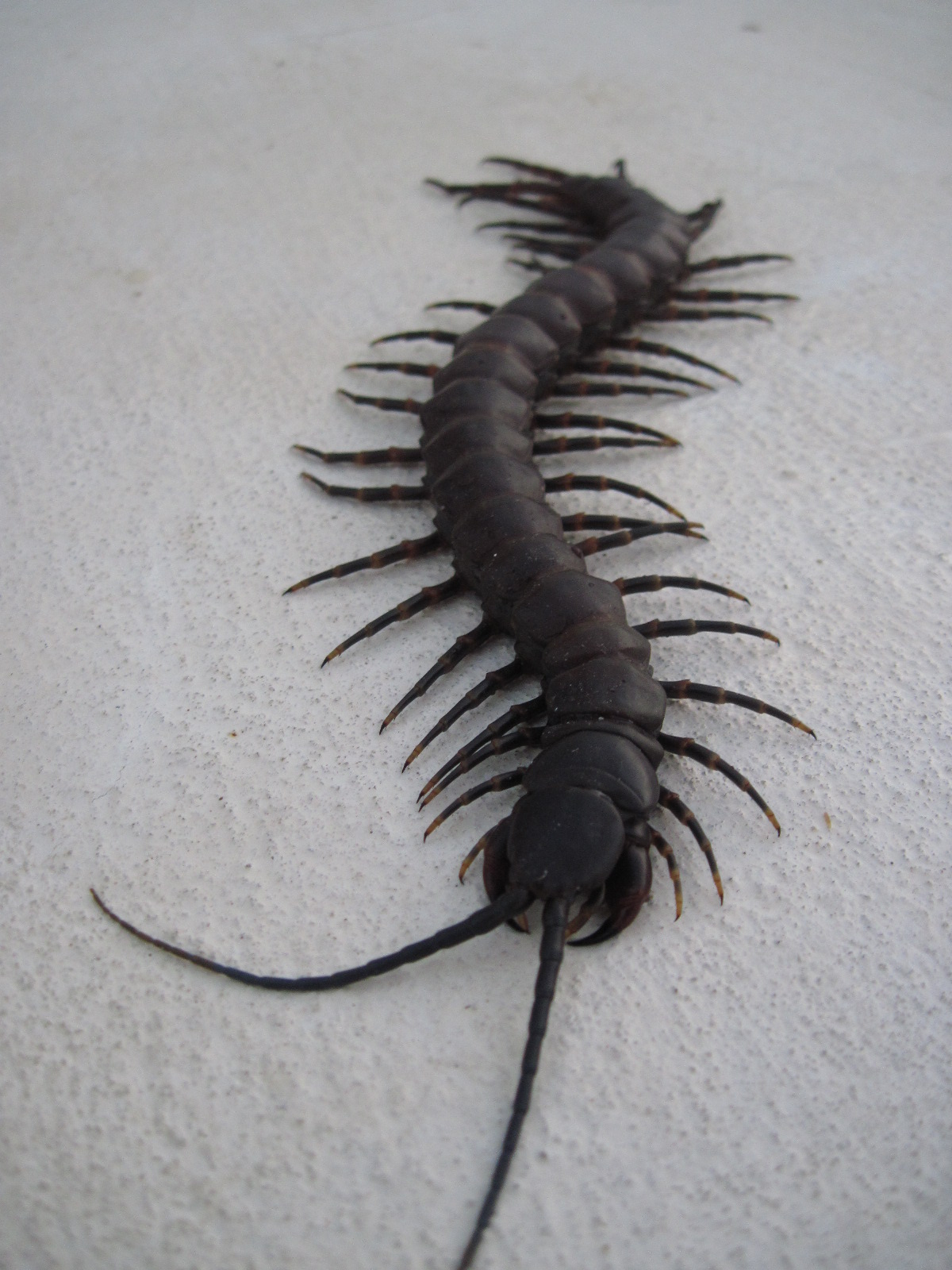
Escolopendra.
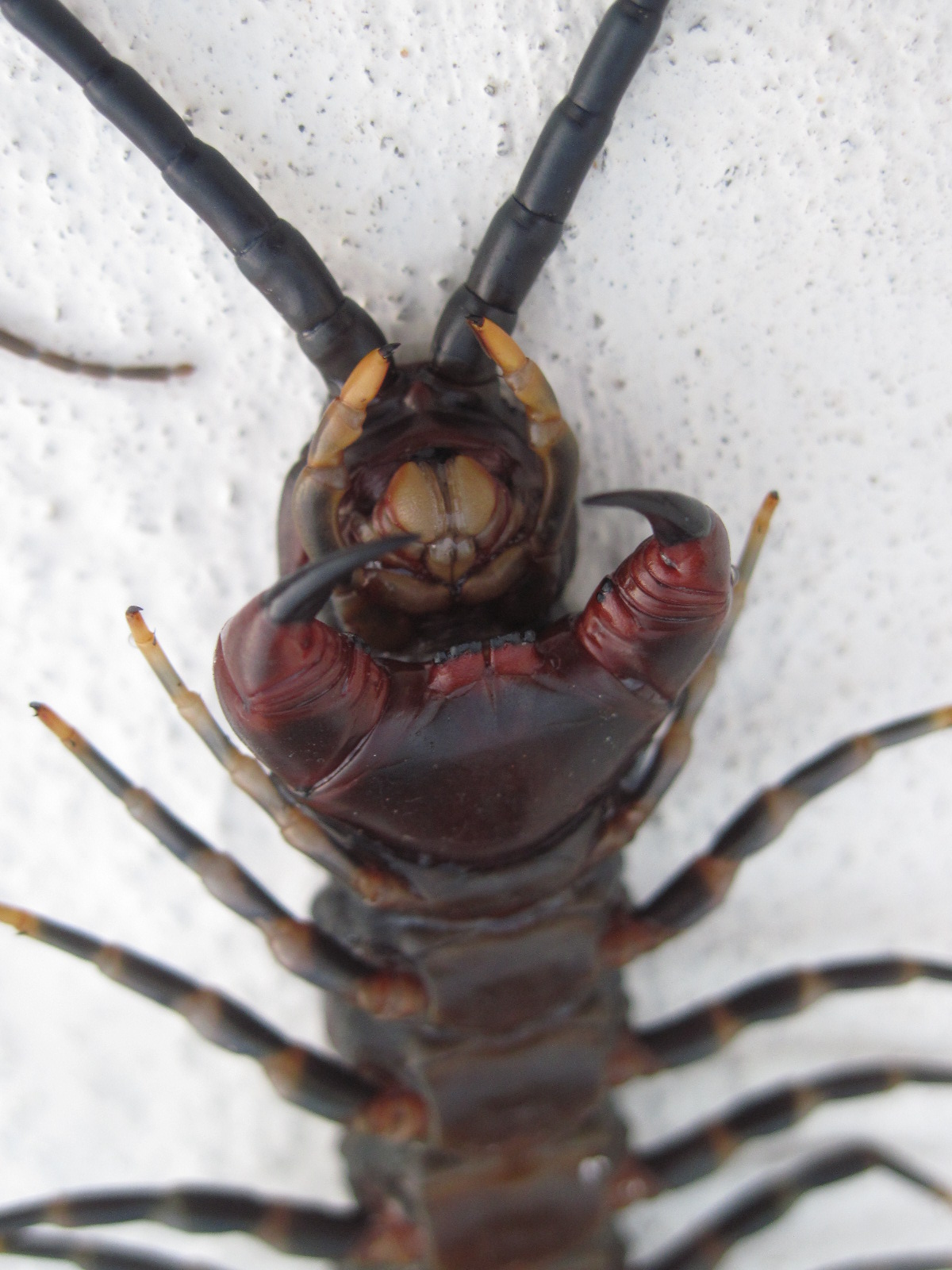
Mandíbula.